# 이수엑사켐
주식회사 이수엑사켐은 2001년 설립된 Chemical Products 전문 판매회사이다.
이수엑사켐은 특수 기능액 D-SOL, PARASOL 및 고분자 제품의 필수 첨가제인 TDM 등 독자적인 제품을 판매하고 있으며, 기존 정밀화학제품 무역 경험으로 쌓인 네트워크를 활용하여 윤활기유, 기타상품 등 다양한 제품군을 확대하고 있다.
또한 안정성을 갖춘 글로벌 메이저 제조사와의 협업을 통해 꾸준한 신규사업을 추진하고 있으며, 글로벌 종합상사로써 성장하고 있다.

## 사업 부문
- 석유화학제품, 정밀화학제품 및 그 부산물의 판매

## 같이 보기
- 이수그룹